# Етілер (станція метро)
41°04′56″ пн. ш. 29°02′15″ сх. д. / 41.0823° пн. ш. 29.0375° сх. д.
Етілер (тур. Etiler) — станція лінії М6 Стамбульського метро. Відкрита 19 квітня 2015 року.
Розташована під проспектом Ніспетіє у кварталі Етілер, Бешикташ, Стамбул.
Конструкція — односклепінна станція глибокого закладення з однією острівною платформою.
Пересадка на муніципальні автобуси №43R, 59K, 59R, 59RS, 59UÇ, 559U 